# Juan Román Riquelme
Pour les articles homonymes, voir Riquelme.
Juan Román Riquelme, né le 24 juin 1978 à San Fernando (Argentine) est un footballeur international argentin, qui jouait au poste de milieu de terrain offensif.
Riquelme commence aux Argentinos Juniors et se révèle à Boca Juniors, où il remporte trois Copa Libertadores, cinq championnats argentins et une Coupe intercontinentale. Meneur de jeu, il ne réussit pas à s'imposer au FC Barcelone, où il est transféré en 2002. Son expérience à Villarreal est plus fructueuse (2003-2007), mais c'est bien à Boca qu'il passe ses meilleures années après un retour de 2007 à 2014. Il prend sa retraite après une dernière année dans le club de ses débuts.

## Biographie

### Enfance et formation
Juan Román Riquelme naît le 24 juin 1978, la veille de la première victoire argentine en Coupe du monde. Il est très attaché à sa famille, aîné d'une tribu de dix enfants, poussée du côté de Don Torcuato dans le modeste quartier San Fernando du Grand Buenos Aires,.
Dès sa petite enfance, Riquelme est attiré par le football. À l'école primaire, il commence à toucher le ballon dans les clubs de quartier et lors de tournois clandestins organisés par son père qui parie sur lui. Ses premiers pas sont remarqués, jouant pour La Carpita. Il surprend non seulement les gens de son quartier mais aussi les chasseurs de talents, qui après quelques négociations, le font entrer à l'Asociación Atlética Argentinos Juniors. Tout de suite milieu de terrain axial, Riquelme s'impose dans l'équipe réserve du club,.

### Révélation à Boca Juniors (1996-2002)
En 1996, Riquelme est repéré par Carlos Bilardo, entraîneur de Boca Juniors, qui convainc Mauricio Macri, le président, d'acheter cet espoir argentin. Il fait ses débuts en première division argentine le 11 novembre 1996, lors d'un Boca Juniors-Unión de Santa Fe, devient rapidement titulaire et inscrit son premier but deux semaines plus tard contre Rosario Central.
En 1997, avec Héctor Veira comme entraîneur, Riquelme joue les quatorze matchs du Tournoi de clôture du championnat d'Argentine, où il démontre clairement son niveau de jeu. Au sortir du championnat du monde des moins de 20 ans remporté, le Parme FC propose 60 MF pour s'attacher ses services. Mais le joueur refuse de quitter son club au grand plaisir de ses dirigeants. Le 25 octobre 1997, à la mi-temps d'un Superclásico contre River Plate au Monumental, un putsch de ses coéquipiers destitue Diego Maradona (no 10, 37 ans). Le jeune Riquelme (no 20, 19 ans) remplace Diego. Avec Riquelme, Boca l'emporte finalement 2-1 face aux Millonarios. Il remporte avec Boca le Tournoi d'ouverture 1998.
En 2000, Riquelme remporte la Copa Libertadores. Au mois de décembre, il remporte la Coupe intercontinentale contre le Real Madrid. C'est lors de ce match qu'il se révèle au monde. Avec un rythme latino de faux lent, l'imprévisible a rendu fou Makelele et Geremi en jouant sur deux registres : axial, il joue direct, dribble et oriente pour les autres ; et sur les côtés, il temporise et provoque les fautes. Il est couronné du titre de Meilleur joueur sud-américain de l'année en 2001 après avoir remporté une nouvelle Copa Libertadores.
En 2002, en froid avec la direction du club et à la suite de problèmes familiaux, Riquelme s'engage avec le FC Barcelone. Un transfert non voulu de sa part, décidé par les dirigeants pour renflouer les caisses. Avec Boca Juniors, il a remporté trois fois le championnat argentin (2 tournois d’ouverture en 1999 et 2001 et un de clôture en 1999), la Copa Libertadores à deux occasions (2000, 2001) et la Coupe intercontinentale en 2000.

### Idole à Villarreal après un échec à Barcelone

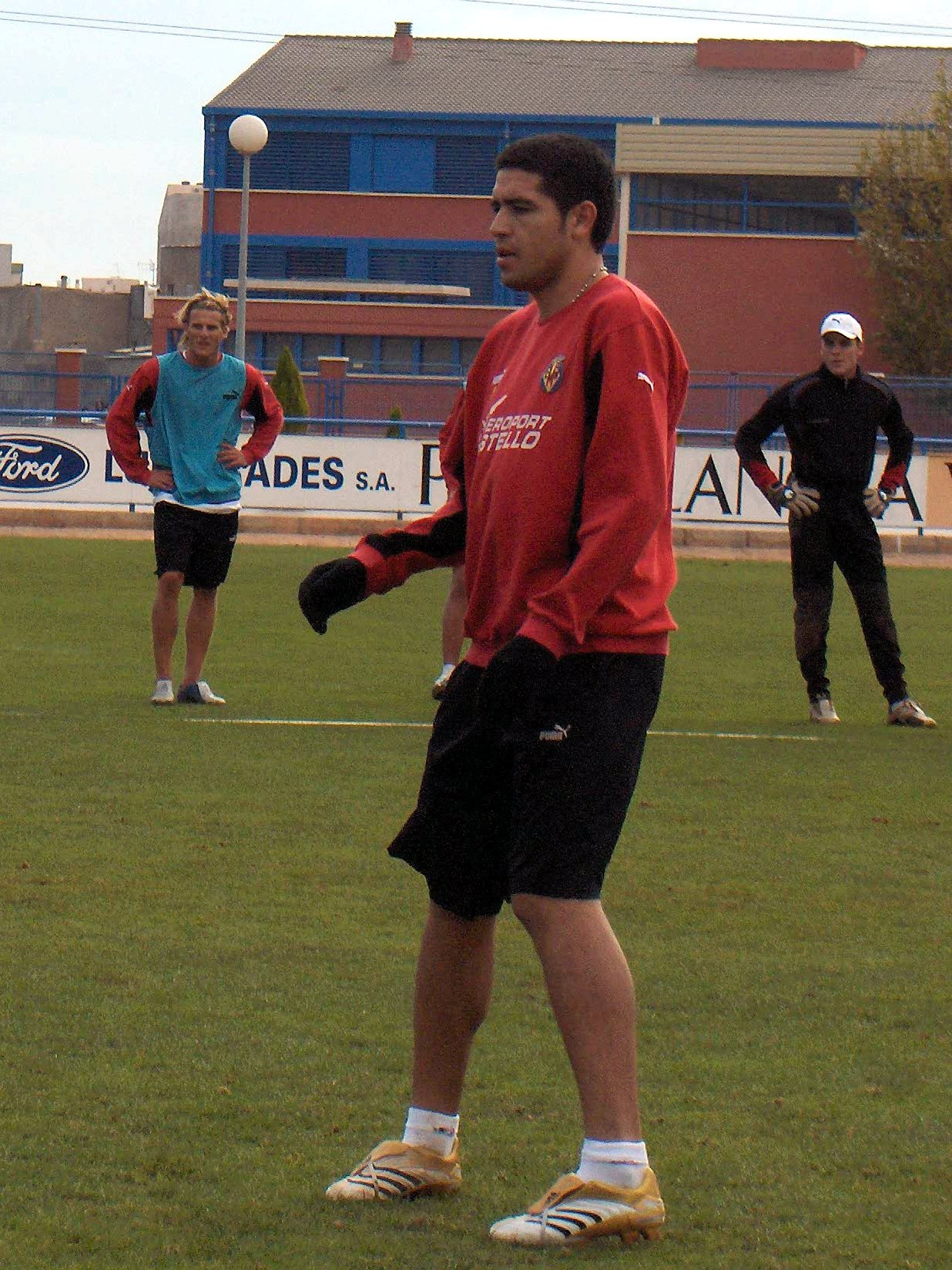
Riquelme à l'entraînement avec Villarreal en 2005.

À Barcelone, où Louis van Gaal le fait évoluer en piston sur le côté gauche, sa saison est un échec. Riquelme joue 30 parties, marquant trois buts. En 2003, avec l'arrivée de l'entraîneur Frank Rijkaard, l'incorporation au club de Ronaldinho et l'excès de joueurs étrangers dans le club, le FC Barcelone décide de prêter Juan Román Riquelme au Villarreal CF pour deux saisons.
Il y retrouve le niveau de jeu qu'était le sien à Boca Juniors. Dans son sillage, s’élèvent au rang de star Diego Forlán ou Marcos Senna. Sous la tunique jaune, il déloge Zinédine Zidane du statut de meilleur joueur de la Liga. En 2004-2005, il se fait remarquer en réalisant un triplé le 23 janvier 2005 contre le Valence CF, permettant à son équipe de s'imposer (3-1 score final). Cette saison-là, Villareal termine troisième de Liga, se qualifie pour la première fois de son histoire en Ligue des champions et décide d'acheter définitivement Riquelme.
Lors de la Ligue des Champions 2005-2006, Riquelme permet à son équipe d'atteindre les demi-finales de la compétition. Lors du match retour, alors qu'il peut envoyer son équipe aux prolongations face à Arsenal, il rate son pénalty face au gardien londonien.
Contre toute attente, il retourne à Boca Juniors sous forme de prêt en février 2007.

### Retour à Boca Juniors et fin de carrière aux Argentinos

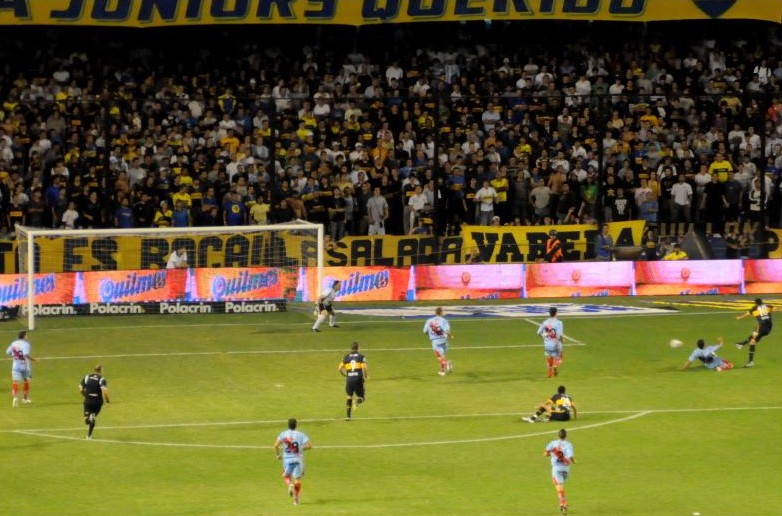
Riquelme (extrême droite) frappe lors d'un match contre Arsenal en 2010.

À la fin de ce prêt, Riquelme retourne à Villarreal malgré l'insistance de Boca Juniors, mais il ne joue plus. Riquelme est de nouveau prêté à Boca Juniors où il remporte la Copa Libertadores contre Gremio sur le score de 5-0 (3-0, 0-2) et inscrit trois des cinq buts de son équipe. Faute d'accord financier entre les deux clubs pour la saison 2007-2008, il revient à Villareal mais ne joue toujours pas.
En novembre 2007, Villareal et Boca Juniors trouvent un accord pour le transfert du meneur de jeu argentin. Riquelme devient le joueur le plus cher de l'histoire du championnat argentin avec quinze millions de dollars. En février 2008, le meneur de jeu est désigné idole no 1 de Boca Juniors, devant l'ancienne gloire argentine Diego Maradona, selon un sondage réalisé par le club via son site internet. À 29 ans, Riquelme rallie 33,37 % des votes, contre 26,42 % pour Maradona. Plus de 65 000 supporteurs du club le plus populaire d'Argentine participent à ce sondage.
En 2010, Riquelme prolonge son contrat pour quatre nouvelles saisons, après de longues et laborieuses négociations.
Le 5 juillet 2012, il annonce son départ de Boca Juniors par suite de la défaite en finale de la Copa Libertadores. Pendant des semaines, les Riquelmistas se mobilisent en masse en investissant la Bombonera pourtant fermée, en communiquant sur les réseaux sociaux, sur leurs T-shirts et sur leurs immenses banderoles afin de faire revenir l'idole sur sa décision. Le 8 février 2013, il resigne pour Boca Juniors.
Sans offre de prolongation de la part de Boca Juniors, Riquelme quitte le club. Alors qu'aucun club argentin n'est censé pouvoir payer « l'Argentin le plus cher de tous », Argentinos Juniors, à peine descendus en deuxième division, entre dans la cour. Riquelme revient chez le club de son enfance pour 18 mois, là où il a grandi jusqu'à son départ à Boca à 18 ans, avant même de disputer le moindre match avec les professionnels. Il est présenté devant 3 000 personnes en délire.
En janvier 2015, Juan Román Riquelme décide d'arrêter sa carrière sportive, à l'âge de 36 ans. « C’est un jour important car j’ai pris la décision, après analyse de la situation et la montée avec Argentinos, de ne plus jouer au football. Après avoir vécu tous mes rêves avec Argentinos et Boca Juniors, il me semble que c'est le meilleur moment », annonce-t-il lors d'un entretien sur la chaîne ESPN.

### En sélection (1997-2011)
En 1997, Juan Román Riquelme remporte la Coupe du monde des moins de 20 ans avec l'Argentine aux côtés de joueurs comme Pablo Aimar, Esteban Cambiasso et Walter Samuel emmenés par José Pekerman. Le 16 novembre de la même année contre la Colombie et dans son antre de la Bombonera, Daniel Passarella permet à Riquelme de connaître sa première sélection en équipe d'Argentine,. Il rentre lors de la réception de la Colombie pour un match nul (1-1), en dernière journée des éliminatoires pour la Coupe du monde 1998. Par la suite, il ne constitue pas pour Passarella, le premier choix au poste de meneur de jeu et est souvent remplaçant.
En 1998, Riquelme participe au Tournoi de Toulon. Les Argentins l'emporte et le meneur de jeu est élu meilleur joueur de la compétition. L'année suivante, il est convoqué par Marcelo Bielsa pour participer à la Copa América 1999.
En 2002, il n'est pas retenu pour la Coupe du monde 2002 en Corée du Sud et au Japon.
En 2005, José Pekerman à la tête de la sélection argentine convaincue de posséder en Riquelme un excellent joueur, en fait son chef d'orchestre. Le sélectionneur lui offre la titularisation. Grand admirateur de son talent, l’entraîneur albiceleste ne tarde pas à en faire, comme à l’époque des sélections de jeunes, son maître à jouer, malgré les nombreux concurrents au poste de meneur de jeu (Marcelo Gallardo, Pablo Aimar et Juan Sebastián Verón).

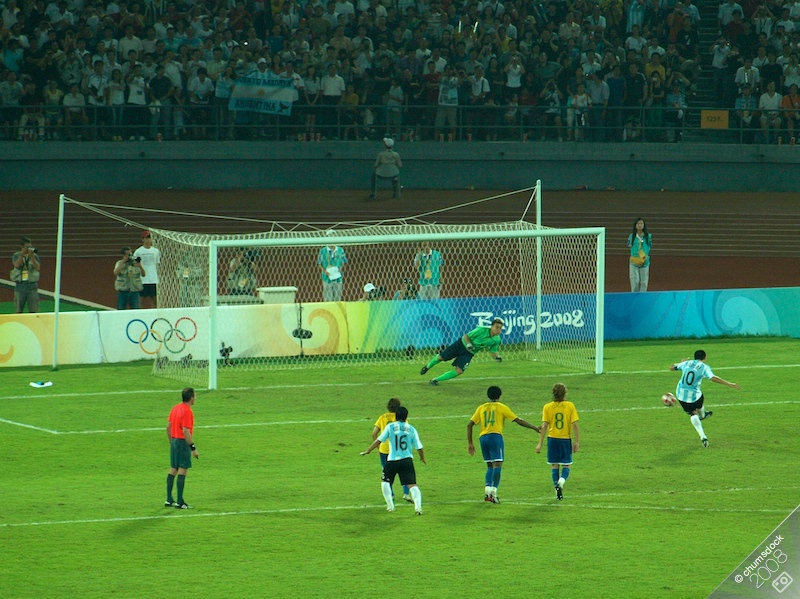
Riquelme transforme un penalty lors des demi-finales des JO 2008 contre le Brésil.

Riquelme fait très forte impression durant la Coupe du monde 2006 en Allemagne, que ce soit lors du (6-0) remporté face à la Serbie-Monténégro, ou en dépit du résultat modeste face aux Pays-Bas (0-0). Il ne participe ensuite pas à la fin du quart de finale opposant l'Argentine à l'Allemagne, où la Mannschaft revient au score sur l'équipe albiceleste (1-1) puis l'évince aux tirs au but. À la suite de ce mondial allemand, Riquelme décide de raccrocher en équipe nationale, sa mère étant très affectée par les déclarations de certains journalistes à l'égard de son fils, considéré comme un échec dans ce mondial,.
Il réalise une Copa América 2007 de toute beauté avec 5 buts et 5 passes décisives et emmène son équipe nationale jusqu'à la finale. Il est appelé pour la confrontation entre l'Argentine et le Chili le 13 octobre 2007 pour la première journée des éliminatoires de la zone sud-américaine en vue de la Coupe du monde 2010.
Le meneur argentin connait son meilleur moment avec l'Albicelste en 2008, en remportant la médaille d'or aux Jeux Olympiques de Pékin.
En mars 2009, après des critiques du sélectionneur, Riquelme annonce la fin de sa carrière internationale « aussi longtemps que Maradona sera le sélectionneur ». Il ne rejouera jamais plus pour l'Albiceleste.
Le 19 août 2011, il est rappelé en sélection par le nouveau sélectionneur Alejandro Sabella pour affronter le Brésil, au cœur d'une sélection A' composée uniquement de joueurs évoluant en Argentine.

## Style de jeu: meneur de jeu «à l'ancienne»
Juan Román Riquelme est un numéro 10 « à l'ancienne », positionné assez bas, remontant les ballons par étapes grâce à une bonne vision du jeu et une qualité de passe exceptionnelle, notamment dans le jeu long. Sa couverture de balle est un cauchemar pour les défenseurs, ses coups francs un calvaire pour les gardiens, et son instinct du dribble un régal pour les supporters. La vitesse n'est pas son point fort. C'est dans la transmission qu'il imprime son rythme au jeu, et c'est en cela qu'il se démarque des meneurs de jeu modernes au milieu du début du XXIe siècle. 
Avec un rythme latino de faux lent, Riquelme joue sur deux registres : axial, il joue direct, dribble et oriente pour les autres ; et sur les côtés, il temporise et provoque les fautes. Même arrêté, grâce à sa couverture de balle, il peut attirer et tenir en respect quatre adversaires et les éliminer d'une passe courte. Riquelme est aussi connu pour la qualité de ses coups de pied arrêtés qui font sa gloire. Avant de tirer chaque penalty ou coup franc, Riquelme prodigue un baiser au ballon.
En Europe, Riquelme récolte beaucoup de critiques sur sa lenteur, sa nonchalance, son absence de palmarès quand il y jouait (Barcelone, Villarreal) et sa tendance à disparaître des grandes affiches. En Amérique du Sud, le constat est différent. Il est considéré comme l’un des plus grands meneurs de jeu de la riche histoire du continent. On loue son inventivité, dans le dribble ou la passe, sa vision laser, sa précision sur coup franc et sa fidélité aux deux clubs de sa vie, Argentinos Juniors et Boca Juniors.

## Statistiques

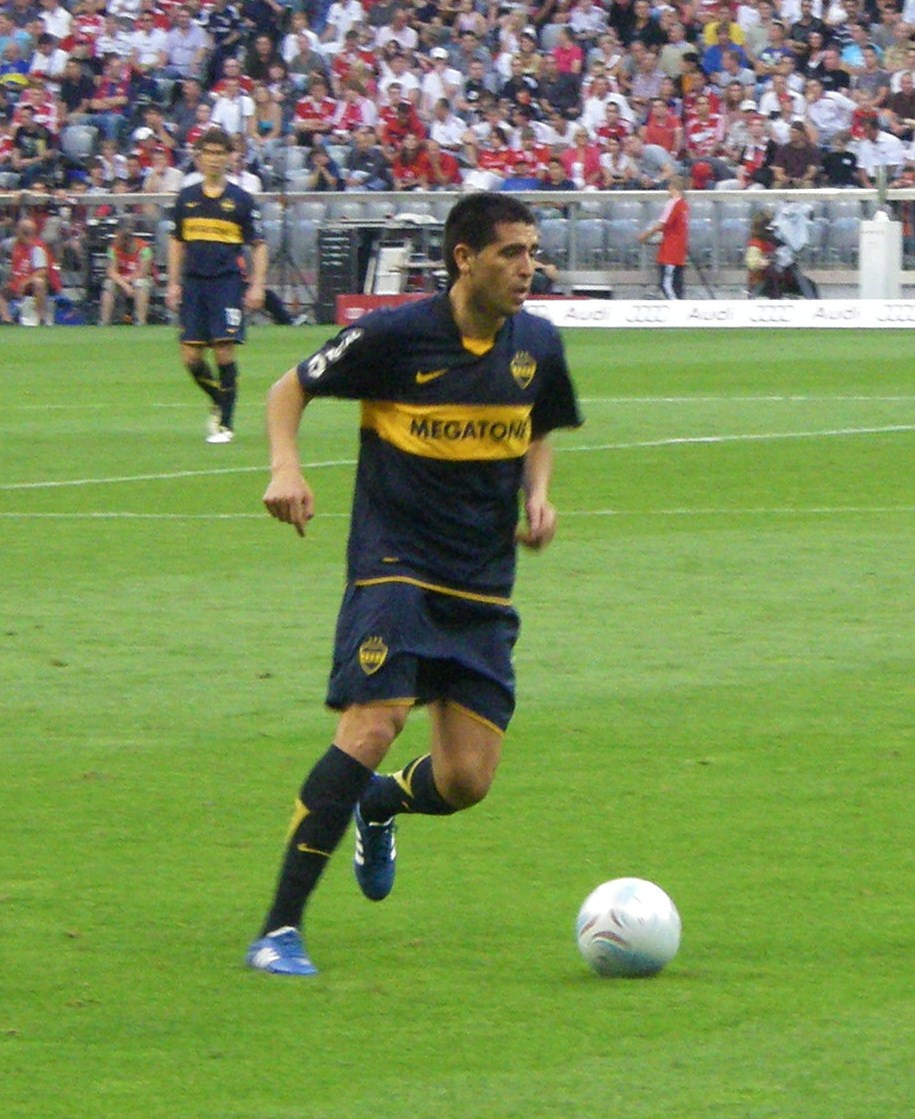
Riquelme lors de l'Audi Cup 2009 avec Boca Juniors

### En club
| Saison                | Club                  | Championnat           | Championnat | Championnat | Championnat | Coupe(s) nationale(s) | Coupe(s) nationale(s) | Coupe(s) nationale(s) | Compétition(s) continentale(s) | Compétition(s) continentale(s) | Compétition(s) continentale(s) | Compétition(s) continentale(s) | Total | Total | Total |
| Saison                | Club                  | Division              | M.          | B.          | P.d.        | M.                    | B.                    | P.d.                  | Comp.                          | M.                             | B.                             | P.d.                           | M.    | B.    | P.d.  |
| 1996-1997             | Boca Juniors          | D1                    | 22          | 4           | 6           | -                     | -                     | -                     | -                              | -                              | -                              | -                              | 22    | 4     | 6     |
| 1997-1998             | Boca Juniors          | D1                    | 19          | 0           | 4           | -                     | -                     | -                     | SS                             | 2                              | 0                              | 1                              | 21    | 0     | 5     |
| 1998-1999             | Boca Juniors          | D1                    | 37          | 10          | 12          | -                     | -                     | -                     | CM                             | 5                              | 0                              | 2                              | 42    | 10    | 14    |
| 1999-2000             | Boca Juniors          | D1                    | 24          | 4           | 15          | -                     | -                     | -                     | CL                             | 16                             | 3                              | 5                              | 40    | 7     | 20    |
| 2000-2001             | Boca Juniors          | D1                    | 27          | 10          | 10          | -                     | -                     | -                     | CL                             | 14                             | 3                              | 4                              | 41    | 13    | 14    |
| 2001-2002             | Boca Juniors          | D1                    | 22          | 10          | 18          | -                     | -                     | -                     | CL                             | 6                              | 0                              | 4                              | 28    | 10    | 22    |
| Sous-total            | Sous-total            | Sous-total            | 151         | 38          | 65          | -                     | -                     | -                     | -                              | 43                             | 6                              | 16                             | 194   | 44    | 81    |
| 2002-2003             | FC Barcelone          | Liga                  | 30          | 3           | 5           | 1                     | 1                     | 0                     | C1                             | 11                             | 2                              | 2                              | 42    | 6     | 7     |
| Sous-total            | Sous-total            | Sous-total            | 30          | 3           | 5           | 1                     | 1                     | 0                     | -                              | 11                             | 2                              | 2                              | 42    | 6     | 7     |
| 2003-2004             | Villarreal CF (prêt)  | Liga                  | 33          | 8           | 6           | 3                     | 1                     | 1                     | CI+C3                          | 0+12                           | 0+4                            | 0+4                            | 48    | 13    | 11    |
| 2004-2005             | Villarreal CF (prêt)  | Liga                  | 35          | 15          | 12          | -                     | -                     | -                     | CI+C3                          | 2+9                            | 0+2                            | 0+5                            | 46    | 17    | 17    |
| 2005-2006             | Villarreal CF         | Liga                  | 25          | 12          | 6           | 1                     | 0                     | 0                     | C1                             | 12                             | 2                              | 6                              | 38    | 14    | 12    |
| 2006-2007             | Villarreal CF         | Liga                  | 13          | 1           | 6           | -                     | -                     | -                     | CI                             | -                              | -                              | -                              | 13    | 1     | 6     |
| 2007-2008             | Villarreal CF         | Liga                  | 0           | 0           | 0           | -                     | -                     | -                     | C3                             | -                              | -                              | -                              | 0     | 0     | 0     |
| Sous-total            | Sous-total            | Sous-total            | 106         | 36          | 30          | 4                     | 1                     | 1                     | -                              | 35                             | 8                              | 15                             | 145   | 45    | 46    |
| 2007                  | Boca Juniors (prêt)   | D1                    | 15          | 2           | 8           | -                     | -                     | -                     | CL                             | 11                             | 8                              | 3                              | 26    | 10    | 11    |
| 2007-2008             | Boca Juniors (prêt)   | D1                    | 10          | 1           | 4           | -                     | -                     | -                     | CL+CS                          | 10                             | 4                              | 6                              | 20    | 5     | 10    |
| 2008-2009             | Boca Juniors          | D1                    | 28          | 5           | 8           | -                     | -                     | -                     | RS+CS+CL                       | 1+1+5                          | 1+1+2                          | 2                              | 35    | 9     | 10    |
| 2009-2010             | Boca Juniors          | D1                    | 24          | 3           | 12          | -                     | -                     | -                     | CS                             | 2                              | 0                              | 0                              | 26    | 3     | 12    |
| 2010-2011             | Boca Juniors          | D1                    | 13          | 4           | 2           | -                     | -                     | -                     | -                              | -                              | -                              | -                              | 13    | 4     | 2     |
| 2011-2012             | Boca Juniors          | D1                    | 23          | 4           | 4           | 2                     | 1                     | 2                     | CL                             | 13                             | 3                              | 2                              | 38    | 8     | 8     |
| 2012-2013             | Boca Juniors          | D1                    | 5           | 0           | 1           | 1                     | 0                     | 0                     | CL                             | 7                              | 2                              | 0                              | 13    | 2     | 1     |
| 2013-2014             | Boca Juniors          | D1                    | 23          | 7           | 5           | -                     | -                     | -                     | -                              | -                              | -                              | -                              | 23    | 7     | 5     |
| Sous-total            | Sous-total            | Sous-total            | 141         | 26          | 44          | 3                     | 1                     | 2                     | -                              | 50                             | 21                             | 13                             | 194   | 48    | 59    |
| 2014                  | Argentinos Juniors    | D2                    | 15          | 3           | 3           | 3                     | 2                     | 0                     | -                              | -                              | -                              | -                              | 18    | 5     | 3     |
| Sous-total            | Sous-total            | Sous-total            | 15          | 3           | 3           | 3                     | 2                     | 0                     | -                              | -                              | -                              | -                              | 18    | 5     | 3     |
| Total sur la carrière | Total sur la carrière | Total sur la carrière | 443         | 106         | 147         | 11                    | 5                     | 3                     | -                              | 139                            | 37                             | 46                             | 593   | 148   | 196   |

### Buts en sélection
| Buts en sélection de Juan Román Riquelme | Buts en sélection de Juan Román Riquelme | Buts en sélection de Juan Román Riquelme        | Buts en sélection de Juan Román Riquelme | Buts en sélection de Juan Román Riquelme | Buts en sélection de Juan Román Riquelme | Buts en sélection de Juan Román Riquelme |
| #                                        | Date                                     | Lieu                                            | Adversaire                               | Score                                    | Résultats                                | Compétitions                             |
| ---------------------------------------- | ---------------------------------------- | ----------------------------------------------- | ---------------------------------------- | ---------------------------------------- | ---------------------------------------- | ---------------------------------------- |
| 1                                        | 30 avril 2004                            | Stade du 11 juin, Tripoli                       | Libye                                    | 2-0                                      | 3-1                                      | Match amical                             |
| 2                                        | 17 novembre 2004                         | Estadio Monumental, Buenos Aires                | Venezuela                                | 2-1                                      | 3-2                                      | Éliminatoires de la Coupe du monde 2006  |
| 3                                        | 8 juin 2005                              | Estadio Monumental, Buenos Aires                | Brésil                                   | 3-1                                      | 3-1                                      | Éliminatoires de la Coupe du monde 2006  |
| 4                                        | 15 juin 2005                             | RheinEnergieStadion, Cologne                    | Tunisie                                  | 1-0                                      | 2-1                                      | Coupe des confédérations 2005            |
| 5                                        | 18 juin 2005                             | Frankenstadion, Nuremberg                       | Australie                                | 2-0                                      | 4-2                                      | Coupe des confédérations 2005            |
| 6                                        | 21 juin 2005                             | Frankenstadion, Nuremberg                       | Allemagne                                | 1-1                                      | 2-2                                      | Coupe des confédérations 2005            |
| 7                                        | 9 octobre 2005                           | Estadio Monumental, Buenos Aires                | Pérou                                    | 1-0                                      | 2-0                                      | Éliminatoires de la Coupe du monde 2006  |
| 8                                        | 16 octobre 2005                          | Stade Jassim Bin Hamad, Doha                    | Qatar                                    | 1-0                                      | 3-0                                      | Match amical                             |
| 9                                        | 2 juillet 2007                           | Estadio José Pachencho Romero, Maracaibo        | Colombie                                 | 2-1                                      | 4-2                                      | Copa América 2007                        |
| 10                                       | 2 juillet 2007                           | Estadio José Pachencho Romero, Maracaibo        | Colombie                                 | 3-1                                      | 4-2                                      | Copa América 2007                        |
| 11                                       | 8 juillet 2007                           | Estadio Metropolitano de Barquisimeto, Cabudare | Pérou                                    | 1-0                                      | 4-0                                      | Copa América 2007                        |
| 12                                       | 8 juillet 2007                           | Estadio Metropolitano de Barquisimeto, Cabudare | Pérou                                    | 4-0                                      | 4-0                                      | Copa América 2007                        |
| 13                                       | 11 juillet 2007                          | Estadio Cachamay, Puerto Ordaz                  | Mexique                                  | 3-0                                      | 3-0                                      | Copa América 2007                        |
| 14                                       | 13 octobre 2007                          | Estadio Monumental, Buenos Aires                | Chili                                    | 1-0                                      | 2-0                                      | Éliminatoires de la Coupe du monde 2010  |
| 15                                       | 13 octobre 2007                          | Estadio Monumental, Buenos Aires                | Chili                                    | 2-0                                      | 2-0                                      | Éliminatoires de la Coupe du monde 2010  |
| 16                                       | 17 novembre 2007                         | Estadio Monumental, Buenos Aires                | Bolivie                                  | 2-0                                      | 3-0                                      | Éliminatoires de la Coupe du monde 2010  |
| 17                                       | 17 novembre 2007                         | Estadio Monumental, Buenos Aires                | Bolivie                                  | 3-0                                      | 3-0                                      | Éliminatoires de la Coupe du monde 2010  |

## Palmarès

### En club
Boca Juniors

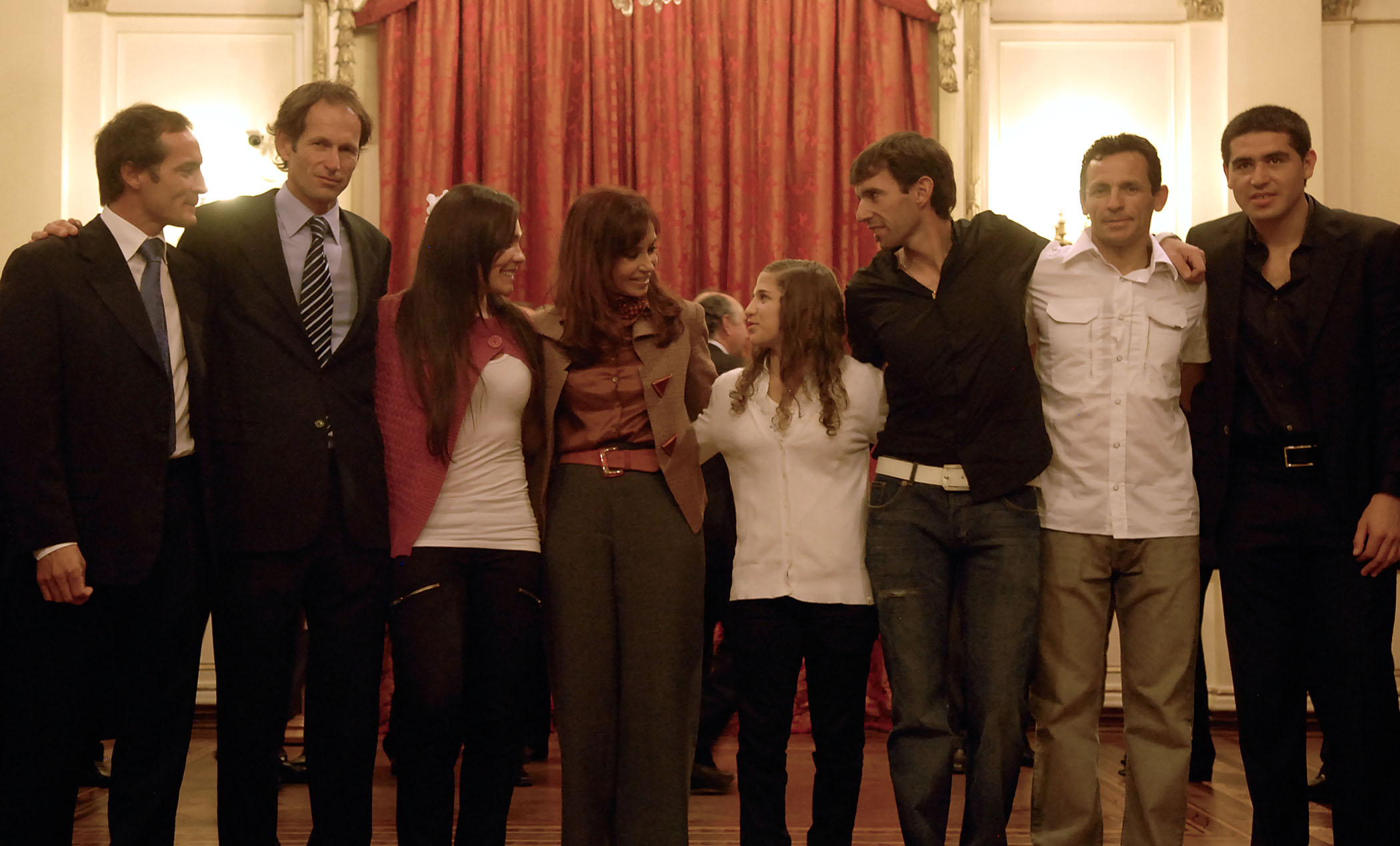
Riquelme (à droite) et d'autres athlètes reçus par la présidente argentine Cristina Fernández pour leur médaille d'or aux JO 2008.

- Vainqueur de la Copa Libertadores (3) : 2000, 2001, 2007
- Champion d'Argentine (5) : 1998 (Aper.), 1999 (Clau.), 2000 (Aper.), 2008 (Aper.) et 2011 (Aper.)
- Vainqueur de la Coupe intercontinentale 2000

 Villarreal CF
- Vainqueur de la Coupe Intertoto (1) : 2004

### En sélection
- Vainqueur de la Coupe du monde des moins de 20 ans en 1997
- Finaliste de la Coupe des confédérations en 2005
- Finaliste de la Copa América en 2007
- Médaille d'or aux Jeux olympiques de Pékin en 2008

### Distinctions personnelles
- Élu Revelación Clarín en Fútbol de Primera División en 1997
- Élu meilleur joueur du Festival International Espoirs de Toulon en 1998
- Élu Meilleur Joueur du Torneo Clausura Argentin en 1999
- Élu Meilleur Joueur du Torneo Apertura Argentin en 2000
- Élu Ballon d'argent du meilleur joueur de la Coupe des confédérations en 2005
- Élu Membre de l'America's Ideal Team of the Year en 1999, 2000 et 2001 (El País)
- Reçoit l'Olimpia de Plata du Meilleur footballeur argentin de l'année en 2000 et 2001
- Élu Meilleur joueur sud-américain de l'année : 2001 et 2008
- Élu MVP de la Finale de la Copa Libertadores en 2001 et 2007
- Élu Meilleur Joueur Étranger du Championnat Espagnol (Prix Don Balón) 2004/05
- Élu joueur le plus populaire de l'histoire de Boca Juniors (2008)

## Vie privée
Le père de Riquelme est exigeant à l’égard de son fils. Enfant, chaque dimanche, son paternel organisait des tournois et misait sur son fils pour remporter des paris clandestins. Durant son adolescence, l'aîné d'une fratrie de onze enfants, il arpente ainsi les terrains les plus glauques de Buenos Aires, lors de rencontres généralement clôturées par quelques accrochages musclés.
Entre 1998 et 2001, Riquelme évolue à Boca Juniors sous les ordres de Carlos Bianchi. Un entraîneur qu’il retrouve en 2013, lors de son retour dans la Bombonera. Pour l’Argentin, il s’agit du meilleur entraîneur qu’il ait jamais rencontré, son père spirituel.
À l’issue de la Coupe du monde 2006, Riquelme annonce une première fois sa retraite internationale pour préserver sa maman. Durant l’année, celle-ci, écœurée par les critiques à l’égard de son fils, est hospitalisée à deux reprises. 
En 2002, son frère Cristian est enlevé après une séance d’entrainement de Platense (D2 argentine). Avant de rejoindre le FC Barcelone, Juan Román verse 160 000 dollars aux ravisseurs pour la libération de son cadet, alors âgé de seize ans,.
Symbole de sa passion pour le poste de meneur de jeu, Riquelme fait de Zinédine Zidane son chouchou. « Sa manière de contrôler le ballon a toujours attiré mon attention. Des joueurs qui contrôlent la balle comme le faisait Zidane, je ne suis pas sûr qu’on va en revoir. Quand il jouait, il donnait une leçon » déclare-t-il en 2013.